# فنجاني مجهري
فنجاني مجهري (الاسم العلمي: Peziza microscopica) هو نوع من الفطريات يتبع جنس الفنجاني من فصيلة الفنجانية.